# Junior Adamu
Chukwubuike Junior Adamu (* 6. Juni 2001 in Kano, Nigeria) ist ein österreichischer Fußballspieler. Er steht beim SC Freiburg unter Vertrag.

## Karriere

### Verein

#### Karrierebeginn in Österreich
Adamu begann seine Karriere beim GSV Wacker. Im Jänner 2014 wechselte er in die Jugend des Grazer AK. Zur Saison 2015/16 kam er in die Akademie des FC Red Bull Salzburg. Im September 2017 stand er gegen die WSG Wattens erstmals im Kader des Farmteams FC Liefering, kam jedoch nicht zum Einsatz.
Im selben Monat debütierte er für die U-19-Mannschaft der Salzburger in der UEFA Youth League, als er gegen Girondins Bordeaux in der 87. Minute für Nicolas Meister eingewechselt wurde.
Im November 2018 spielte Adamu schließlich erstmals für Liefering in der 2. Liga, als er am 13. Spieltag der Saison 2018/19 gegen Wattens in der 88. Minute für Karim Adeyemi ins Spiel gebracht wurde.
Im Juli 2019 wurde sein Vertrag bei Salzburg bis Mai 2023 verlängert. Zur Saison 2020/21 rückte er in den Kader der Bundesligamannschaft auf. Für die Salzburger kam er zu einem Kurzeinsatz im Cup, ehe er im Februar 2021 in die Schweiz an den FC St. Gallen verliehen wurde. In der Schweiz kam er zu 14 Einsätzen für St. Gallen in der Super League, in denen er sechs Tore erzielte.
Zur Saison 2021/22 kehrte er wieder nach Salzburg zurück. Am 16. Februar 2022 erzielte Adamu im Champions-League-Achtelfinale gegen den FC Bayern München den 1:0-Führungstreffer (Endstand 1:1) und machte somit seinen ersten Treffer im höchsten europäischen Fußball-Bewerb. Insgesamt kam er in besagter Spielzeit zu 30 Einsätzen in der Bundesliga, in denen er siebenmal traf. In der Königsklasse absolvierte er acht Partien, ein weiteres Tor gelang ihm nicht mehr. Mit Salzburg holte er das Double aus Meisterschaft und Cup. In der Saison 2022/23 verbesserte der Angreifer seine Torausbeute und war mit zehn Treffern in 28 Ligaeinsätzen zweitbester Angreifer der Mannschaft. Mit Salzburg wurde er erneut Meister, im Cup scheiterte der Seriensieger aber bereits im Viertelfinale. 

#### Wechsel nach Deutschland
Zur Saison 2023/24 wechselte Adamu nach Deutschland zum SC Freiburg in die Bundesliga. Wegen einer Knieverletzung verpasste er den Bundesligastart und wurde erstmals am fünften Spieltag der Drittligasaison, einem 0:2 gegen Rot-Weiss Essen, in Freiburgs zweiter Mannschaft eingesetzt. Der erste Einsatz für die erste Mannschaft des SC Freiburg erfolgte bei der 2:4-Heimniederlage gegen Borussia Dortmund und beim 5:0-Heimsieg gegen TSC Backa Topola in der Europa League im November 2023 gelang Adamu der erste Pflichtspieltreffer. Schlussendlich konnte sich Adamu in seiner ersten Saison in Deutschland nicht durchsetzen. Er kam in der Bundesliga kaum auf Einsätze und selbst ein erneuter Wechsel stand zwischenzeitlich im Raum.
In die Saison 2024/25 startete Adamu dagegen deutlich besser. Schon in den Testspielen der Saisonvorbereitung war er mehrfach vor dem Tor erfolgreich, sodass er als Stammspieler in die Saison ging. Im ersten Pflichtspiel, im DFB-Pokal gegen den VfL Osnabrück, erzielte er gleich zwei Tore und gab im ersten Bundesligaspiel gegen den VfB Stuttgart eine Vorlage.

### Nationalmannschaft
Adamu debütierte im Oktober 2018 für die österreichische U-18-Auswahl in einem Testspiel gegen die Schweiz. Im November 2019 kam er gegen Gibraltar erstmals für die U-19-Mannschaft zum Einsatz. In jenem Spiel, das Österreich mit 14:0 gewann, erzielte er auch sein erstes Tor für eine österreichische Auswahl. Auch in den folgenden Spielen gegen die Schweiz und Irland erzielte er jeweils ein Tor.
Im November 2020 debütierte er gegen die Türkei für die U-21-Auswahl. Im November 2021 wurde Adamu erstmals in den Kader der A-Nationalmannschaft berufen. Im selben Monat gab er auch sein Debüt im Nationalteam, als er in der WM-Qualifikation gegen Israel in der 89. Minute für Marko Arnautović eingewechselt wurde.

## Erfolge
- Österreichischer Meister: 2022, 2023
- Österreichischer Cupsieger: 2022

## Persönliches
Adamu stammt aus dem nigerianischen Kano und zog 2004 mit seiner Familie nach Graz. Seine Schwester Cynthia Chidiebere (* 2006) ist ebenfalls Fußballerin und spielt aktuell beim LASK.